# Limnophila mcdunnoughi
Limnophila mcdunnoughi är en tvåvingeart som beskrevs av Alexander 1926. Limnophila mcdunnoughi ingår i släktet Limnophila och familjen småharkrankar. Inga underarter finns listade i Catalogue of Life.